# Шамаєва Кіра Іванівна
Кіра Іванівна Шамаєва (нар. 17 грудня 1931, с. Ялтушків Барський район, Вінницька область, УСРР, СРСР) — українська науковиця та музикант, доктор мистецтвознавства (1992), професор (1993), професорка кафедри загального та спеціалізованого фортепіано Національної музичної академії України імені Петра Чайковського (з 1960 року).

## Життєпис
Кіра Шамаєва народилася 17 грудня 1931 року в селі Ялтушкові Барського району Вінницької області в сім'ї лікарів — Івана Івановича та Марії Олексіївни. У 1930-х роках родина переїжджала з одного населеного пункту до іншого. У 1941 році Кіра з сім'єю переїхала до Житомира. Саме тут довелося жити в умовах німецької окупації та в перші повоєнні роки. З дитинства проявила потяг до музикування. Займалася вдома з викладачкою Єфимиією Антонівною Яхневич грою на фортепіано. Під час німецько-радянської війни (до 1943 року) приватно навчалася у випускниці Московської консерваторії Надії Василівни Мариш. Восени 1944 року з поверненням радянської влади до Житомира почала регулярне навчання у міській музичній школі. Її викладачкою була Зінаїда Миколаївна Стахурська. В 1947 році після закінчення музичної школи 16-річна Кіра вступила до Житомирського музичного училища імені Віктора Косенка. У 1948—1949 роках вона навчалася у фортепіанному класі відомого композитора, піаніста та музикознавця Всеволод Задерацького. В 1951 році, після закінченні Житомирського музичного училища вступила до Київської консерваторії імені Петра Чайковського. Вона навчалася у класі відомого піаніста й педагога, професора Євгена Сливака та його асистентки — випускниці аспірантури Московської консерваторії по класу Генріха Нейгауза Оксани Холодної. На початку 1950-х років у Житомирі юна музикантка познайомилася з піаністом Святославам Ріхтером.
З 1961 року Кіра Шамаєва почала працювати на кафедрі загального та спеціалізованого фортепіано фортепіанного факультету своєї альма-матер — Київської консерваторії імені Петра Чайковського. У червні 1974 року колеги на засіданні кафедри висунули здібну виконавицю та педагога на посаду доцента. У 1960–1980-х роках вона суміщала педагогічну, наукову працю з виконавством. Свою сиконавську роботу вона, серед іншого, присвячувала музиці ХХ століття. На семінарах студентів фортепіанного факультету демонструвала твори М. Мясковського та І. Стравінського.

## Музична творчість
Кіра Шамаєва в дуеті з колегами Людмилою Головко й Тетяною Шаняєвою виконувала чимало ансамблевих творів вітчизняної та зарубіжної класики, композиторів ХХ століття. Зокрема, це музика Франца Шуберта, Вольфганга Амадея Моцарта, Олександра Гречанінова, Антона Аренського і сучасних авторів Бориса Лятошинського, Пауля Хіндеміта, Франсіса Пуленка, Богуслава Мартіну, Тадеуша Шеліговського, Паулса Дамбіса, Еугена Каппа, Георгія Мушеля та інших.

## Наукова діяльність
Кіра Шамаєва 6 лютого 1975 року захистила кандидатську дисертацію в московському Інституті історії мистецтв Міністерства культури СРСР. Тема цієї наукової роботи — «Концертне життя Києва у 20-ті роки (1917—1932)». Офіційними опонентами були — український та російський радянський музикознавець, композитор, історик культури, педагог, доктор мистецтвознавства Ігор Белза та кандидат мистецтвознавства Людмила Корабельникова. Наукове звання кандидата мистецтвознавства було присуджено у березні 1975 року. За матеріалами захищеної дисертації вчена підготувала ряд статей: «Симфонічні концерти у Києві 20-х років» (1971), «З київської скрябініани» (1972), «Muzyka polska w Kijowie» (1972), «Концертне життя в Києві в перші пореволюційні роки» (1973), «Kiyevske obclobi cinnosti Otakara Sevcika» // Hudebni rozhledy (1973).
15 травня 1979 року Кірі Шамаєвій було присвоєно вчене звання доцента. Вчена протягом 1980-х років стажувалася у ряді наукових установ: Московському науково-дослідному інституті мистецтвознавства (1981), Інституті мистецтвознавства, фольклористики та етнології імені Максима Рильського під керівництвом докторки мистецтвознавства Марії Загайкевич та в Інституті слов'янознавства та балканістики в Москві (1989). Брала участь з доповідями у спільних радянсько-польських конференціях інститутів мистецтв Польської АН і Слов'янознавства та балканістики АН СРСР (Варшава, 1978; Москва, 1987), спільній українсько-польській конференції Інституту мистецтв ПНР та ІМФЕ АН УРСР (Варшава, 1988), міжнародних (Київ, 1989, 1990), міжреспубліканських (Київ, 1988), вишівських (1989, 1990) конференціях.
У 1992 році вчена захистила докторську дисертацію за темою «Музична освіта на Україні та міжслов'янські культурні зв'язки у ХІХ сторіччі». Захист відбувся в Київській державній консерваторії імені Петра Чайковського. Офіційними опонентами були доктор мистецтвознавства, професор Анатолій Лащенко, докторка філологічних наук Людмила Софронова, докторка мистецтвознавства, професорка Ніна Герасимова-Персидська. Вчене звання доктора мистецтвознавства було присвоєне 25 листопада 1992 року, а через три місяця (у лютому 1993 року) й звання професора кафедри загального та спеціалізованого фортепіано НМАУ імені Петра Чайковського.
Науковиця та музикант є членом Спеціалізованої вченої ради із захисту дисертацій ІМФЕ імені Максима Рильського, членом Спеціалізованої вченої ради із захисту дисертацій на здобуття наукового ступеня доктора наук НМАУ імені Петра Чайковського. Вона неодноразово витупала опонентом на захистах кандидатських дисертацій, рецензувала докторські та кандидатські дисертації, автореферати, науково-методичні роботи, статті тощо. У 2013 році входила до робочої групи з підготовки ювілейного видання до 100-річчя Київської консерваторії.
Тематика досліджень
- Міжслов'янські зв'язки в музичній культурі України ХІХ–ХХ століть;
- Зближення курсу фортепіано з урахуванням фахової спеціалізації здобувачів вищої освіти;
- сприяння розширенню загальномузичної культури здобувачів вищої освіти;
- доступне (залежно від рівня підготовки) виховання піаністичних навичок здобувачів вищої освіти.

### Наукові праці
Кіра Шамаєва — авторка понад 100 робіт з історії українського мистецтва, життя видатних особистостей та джерелознавство як фундаментальному напрямку вивченню історії вітчизняного музичного мистецтва. Перший науковим доробком у 1964 році став нарис «Концертна діяльність піаністів у Києві в двадцяті роки XX сторіччя», що був опублікований у Науково-методичних записках Київської державної консерваторії (т. ІІ, вип. 2). Також учена впорядкувала два випуски збірників статей «Зі спадщини майстрів» в 2003 та 2013 роках. У 2005 році у Житомирі побачив світ збірник статей «Митці. Освіта. Час. (З архівних джерел)». Тут представлені наукові напрацювання авторки 1980–2000-х років. Тематично досліджено історію музичної освіти на Волині, життя й діяльності видатних композиторів і музикантів (Юліуша Зарембського, Бориса Лятошинського, Михайла Скорульського, Віктора Косенка, Левка Ревуцького, Стефана Вільконського, Люції Руцинської, Йосипа Витвицького та інших). Вчена також започаткувала серію видань з історії Київської консерваторії «Зі спадщини майстрів» до 100-річчя цього закладу освіти.
Вибрані наукові праці
- Концертная жизнь Киева в 20-е годы (1917—1932): автореферат диссертации … кандидата искусствоведения: специальность 17.00.02 «Музыкальное искусство» / Шамаева Кира Ивановна ; Киевская государственная консерватория им. П. И. Чайковского. — Москва, 1975. — 28 с.
- Музична освіта в Україні та міжслов'янські культурні зв'язки у ХІХ сторіччі: дисертація у формі наукової доповіді … доктора мистецтвознавства: [спеціальність] 17.00.02 «Музичне мистецтво» / Шамаєва Кіра Іванівна ; Київська державна консерваторія імені П. І. Чайковського. — Київ, 1992. — 45 с. –Документ є авторефератом дисертації на здобуття наукового ступеня доктора мистецтвознавства.
- Митці. Освіта. Час: (з архівних джерел): [збірник статей] / К. І. Шамаєва ; Міністерство культури і мистецтв України, Управління культури Житомирської облдержадміністрації, Житомирське музичне училище імені В. С. Косенка. — Житомир: Видання Марини Косенко, 2005. — 136 с. : іл. — Житомирському музичному училищу імені В. С. Косенка з нагоди 100-річного ювілею присвячується.
- Музична освіта в Україні у першій половині XIX ст. : навчальний посібник для студентів вищих закладів освіти і вчителів шкіл / К. І. Шамаєва ; Міністерство освіти і науки України, Інститут змісту і методів навчання. — Київ: ІЗМН, 1996. — 112 с.
- Музыкальное образование на Украине в первой половине ХІХ века: на материале Волынской, Киевской, Подольской, Полтавской, Черниговской губерний: [монография] / К. И. Шамаева ; Министерство культуры Украины, Киевская государственная консерватория им. П. И. Чайковского. — Киев: [б. и.], 1992. — 188 с.

## У культурі та науці
25-26 січня 2022 року в Національній музичній академії України імені Петра Чайковського пройшла Всеукраїнська науково-практична конференція «Шамаєвські читання: митці, освіта, час», присвячена 90-річному ювілею Кіри Іванівни. Її організували та провели фахівці кафедри загального та спеціалізованого фортепіано. Учасниками конференції були професор Львівського національного університету імені Івана Франка Олександр Козаренко, докторка мистецтвознавства, професорка, завідувачка кафедри історії української музики та музичної фольклористики НМАУ імені Петра Чайковського Маріанна Копиця та інші. Також прозвучали музично-наукові присвяти науковців Кірі Шамаєвій від митців.

## Родина
- старший брат Михайло Іванович Шамаєв (1926—2013) — видатний український вчений-нейропатоморфолог, доктор медичних наук, професор, заслужений діяч науки і техніки
  - племінник — кандидат медичних наук, нейрохірург Олексій Михайлович Шамаєв.